# Schoreelsmolen

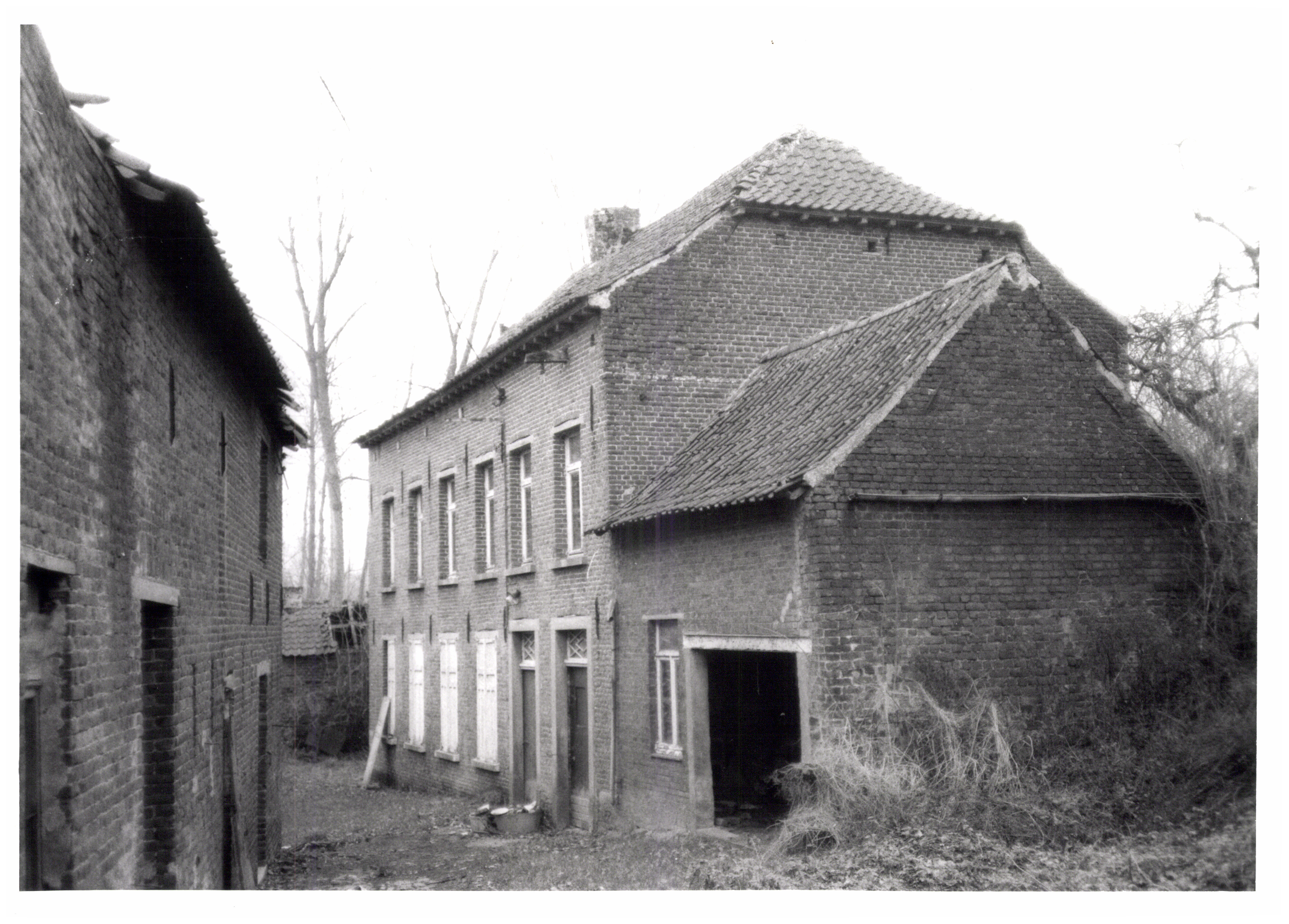
Schoreelsmolen

De Schoreelsmolen (ook: Vreckommolen) is een watermolen bij Vreckom in Denderwindeke in de Belgische provincie Oost-Vlaanderen. De molen staat aan Vreckom 10.
Deze watermolen op de Molenbeek (of: Wolfputbeek) van het type bovenslagmolen fungeerde als korenmolen.

## Geschiedenis
In 1566 werd voor het eerst melding gemaakt van een watermolen op deze plaats. De huidige (bakstenen) molengebouwen zijn van omstreeks 1850. De molen werd bedreven tot 1965. Na een periode van verval werd de molen in 1990 gerestaureerd. Het vervallen metalen bovenslagrad bleef echter in de oude staat. In 1994 kreeg de molen een beschermde status.

## Gebouw
De molen omvat het molenhuis met metalen bovenslagrad, het molenaarshuis en het sluiswerk. Ook het binnenwerk van de molen bleef aanwezig.